# Поволжские немцы

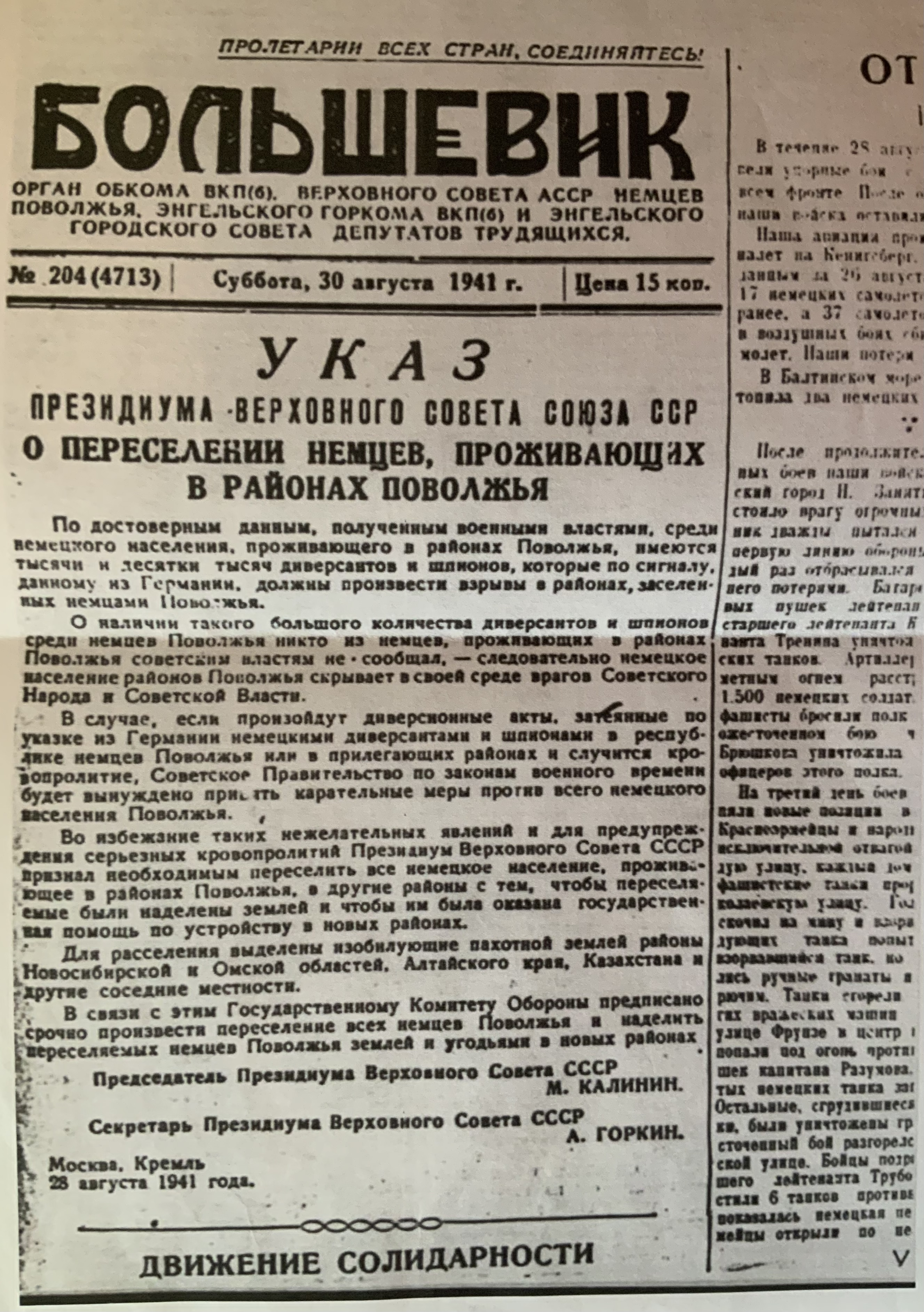
Указ о переселении немцев Поволжья, газета Большевик, 28 августа 1941

Пово́лжские (во́лжские) не́мцы (нем. Wolgadeutsche) — один из народов, сформировавшийся в России к началу XX века из потомков переселенцев преимущественно из германских государств, расселённых на основании манифестов Екатерины II в Нижнем Поволжье в 1760-е годы и проживавших там вплоть до 1941 года. После Октябрьской революции 1917 года получили территориальную автономию, сформировав АССР Немцев Поволжья. В 1941 году, после нападения Германии на СССР, были депортированы в Коми, Сибирь и Казахстан. Депортация немцев привела к упадку национального языка и культуры, к ускоренной ассимиляции с остальным населением СССР. Последствия депортации стали причиной возникновения переселенческого движения в Германию, которое особенно усилилось в 1990-е годы.
В настоящий момент люди с этническими корнями из поволжских немцев проживают, в основном, на территории России, Германии, Казахстана, США, Канады, Австрии и Аргентины.

## Переселение

### Манифесты Екатерины II
4 (15) декабря 1762 г. Екатерина II подписала манифест «О позволении иностранцам селиться в России и свободном возвращении русских людей, бежавших за границу». Органичным продолжением данного документа стал манифест от 22 июля (2 августа) 1763 г. «О дозволении всем иностранцам, въезжающим в Россию, селиться в разных губерниях по их выбору, их правах и льготах».

По условиям Манифеста, желающим приехать в Россию в качестве колонистов, в случае отсутствия у них денег на проезд следовало обращаться к русским дипломатам или их резидентам, которые обязывались обеспечить отправку колонистов с предоставлением им денег на путевые расходы.
Прибывшие в Россию переселенцы освобождались от «всяких налогов и тягостей» на разные сроки. В частности, на 30 лет от налогов освобождались иностранцы, селившиеся колониями на землях, обозначенных в реестре как свободные для поселения. Манифест 1763 г. обещал беспроцентную ссуду на десять лет на строительство домов, закупку продовольствия до первого урожая, скота, сельскохозяйственного инвентаря и инструментов для ремесленников. Кроме того, разрешалось полное самоуправление в колониях, без вмешательства в организацию внутренней жизни поселений со стороны государственных чиновников.

Для управления процессами прибытия, обустройства, расселения иностранцев предусматривалась деятельность в Петербурге на правах коллегии «Канцелярии опекунства иностранных». Президентом Канцелярии был назначен генерал-адъютант и камергер граф Григорий Орлов. Позже в Саратове была создана Саратовская контора иностранных, которая в своей деятельности подчинялась непосредственно Канцелярии опекунства иностранных в Петербурге.

### Вербовка и доставка колонистов в Россию
Манифесты были переведены на разные языки и распространены через напечатание отдельными экземплярами и в газетах. Российскими властями была организована устная агитация, для чего в Ульме и Франкфурте-на-Майне были учреждены должности комиссаров. Они должны были осуществлять набор и отправку колонистов в Любек. Кроме того, вербовкой и отправкой колонистов в Россию занимались и частные предприниматели (по терминологии того времени — вызыватели), заключившие договор непосредственно с Канцелярией опекунства. Они получили право набирать колонистов, организовывать в России частные поселения, управлять ими и брать часть доходов в свою пользу. Большинство поселенцев прибыли из Баварии, Бадена, Гессена, Пфальца и Рейнской области.
Всего с 1763 по 1766 годы в Россию было перевезено более 30000 человек. Вызыватели смогли сагитировать и направить в Россию 14960 человек, что составило половину общей численности прибывших в Россию колонистов, или 56 % поселённых в районе Саратова.
Колонисты, прибывшие в Россию в 1763 году, расселялись в самом Петербурге, позже решили временно размещать их в пригороде столицы, в Ораниенбауме. Здесь они находились в среднем 1-2 месяца. В Ораниенбауме колонистов знакомили с российскими законами и традициями, а затем они принимали присягу на верность русской короне, так называемое клятвенное обещание, текст которого был утверждён графом Орловым 3 августа 1763 года.

### Доставка в Поволжье и создание первых колоний
Переезд из Санкт-Петербурга и Ораниенбаума в Поволжье осуществлялся в основном речным транспортом и занимал несколько месяцев. Дорога стала тяжёлым испытанием для колонистов. Из 26 676 человек, отправленных для поселения в район Саратова, в дороге умерли 3 293 колониста, что составило почти 12,5 % от общей численности. После ряда подготовительных мероприятий, были определены земли для поселения и в период с 1764 по 1773 в саратовском Поволжье образуется 105 колоний, первой из которых стала основанная 29 июня 1764 года Нижняя Добринка. 42 колонии были основаны государством, 63 — вызывателями. Правительственным Указом от 26 февраля 1768 года за колониями были официально закреплены русские названия (за некоторым исключением), которые использовались в официальных документах, вплоть до создания немецкой автономии на Волге.

## XVIII—XIX век

### Хозяйственное развитие поволжских немцев
Одной из главных задач правительства при переселении в Россию колонистов из Западных стран было развитие земледелия. Немецкие переселенцы должны были выполнить эту задачу. Колонисты привезли с собой с родины плуг, косу, деревянную молотилку, почти не используемые в России, при обработке использовали трёхпольный оборот. В России производилась главным образом рожь и небольшое количество пшеницы. Колонисты значительно расширили количество сельскохозяйственных культур. Они ввели белотурку, картофель, увеличили посевы льна, конопли, выращивали табак и другие культуры. Однако в отличие от немецких же колонистов Юга России, поволжские немцы не усовершенствовали общую культуру русского земледелия, а, напротив, усвоили русскую общинную систему землепользования.
К концу XVIII века окончательно установилось разведение колонистами луговой пшеницы и табака, ржи, овса, ячменя. Практически все колонисты выращивали овощи. Неизменной системой землепользования оставалась трёхпольная, а там, где была острая нужда в земле, использовалось четырёхполье. К концу XIX века производство пшеницы достигло десяти миллионов пудов.
С развитием земледелия и ростом благосостояния колоний появилась и собственная колонистская промышленность. В начале XIX века интенсивно развивалось мучное производство на расположенных рядом водяных мельницах, маслобойная промышленность, изготовление сельскохозяйственных орудий труда, а также производство шерстяной материи и сурового полотна. После этого появилось кожевенное производство, получившее впоследствии большие масштабы в Голом Карамыше, Севастьяновке, Карамышевке и Олешне. К 1871 году в колониях насчитывалось 140 кожевенных и 6 салотопенных заводов.
Промышленное ткачество в немецких колониях Поволжья стало развиваться в Сарепте, отчего и произошло название местной ткани — сарпинка. Там вырабатывались хлопчатобумажные материи и платки, пряжа для которых доставлялась из Силезии и Саксонии, а шёлк производился в Италии. Спрос на эту продукцию был столь велик, что уже в 1797 году на этой фабрике был выстроен второй каменный корпус. Трудности с получением сырья из-за границы вызвали потребность производства пряжи у себя, из персидской хлопчатой бумаги, доставляемой через Астрахань. Помимо непосредственно Сарепты в производстве участвовали прядильни, устроенные в Поповке, Севастьяновке, Норке, Лесном Карамыше. В самой Сарепте была устроена красильня для окраски в разнообразные цвета. Прибыльность сарпинного производства и возросшая конкуренция заставили Сарепту перенести производство в Саратов в 1816 году, где местные предприниматели-немцы братья Шехтель вытеснили сарептян из сферы ткацкого производства.
В 1850-х годах сарпиночное производство сконцентрировалось в руках трёх крупных предпринимателей — Шмидта, Борель и Рейнеке. Имея многочисленные предприятия не только в своих, но и в соседних колониях, они пользовались услугами массы мелких фабрикантов. В 1866 году существовало 69 сарпиночных фабрик, где имелось до 6 тыс. ткацких станков, было изготовлено материалов на сумму 1156 тыс. руб. В 1870-е годы сарпиночное производство испытало упадок, и крупные предприниматели перенесли основные капиталы в мукомольную промышленность.
Центром сарпиночного производства остался Голый Карамыш. Новый виток в развитии производства этой ткани связан с деятельностью А. Л. Степанова, осознавшего, что конкуренция ручной сарпинки с машинной может быть только в том случае, если ручное производство станет дешевле и приблизится к современным стандартам моды. Предприниматель организовал из разрозненных сарпинских фабрик товарищество, добился усовершенствования ткацких станков. Благодаря этому стали изготовляться полушёлковые, и даже шёлковые вещи, значительно улучшилось качество производимых товаров вообще. В течение пяти лет сарпиночное производство из Голого Карамыша получило всероссийское признание и распространение. Прибыльность и значение сарпиночного производства подчёркивается тем фактом, что центр этого вида производства (к началу XX в.) — Сосновская волость, несмотря на малоземелье, была одной из самых процветающих в крае даже в голодные годы.

## Вероисповедание и свобода веры поволжских немцев

### Ранний период
Основной льготой среди прочих привилегий была для колонистов свобода вероисповедания. Однако же, она была предоставлена немецким колонистам таким образом, чтобы не ущемлять интересы православной церкви. Строительство зданий церквей и содержание необходимого количества патеров и пасторов разрешалось только в тех местах, где иностранцы селились колониями, то есть преимущественно одной веры. На колонистов, расселённых в российских городах, такие привилегии данным правилом не распространялись.
Колонистам запрещалось «под страхом всей строгости Наших законов» склонять к принятию своей веры православное население. При этом, свободно разрешалось склонять к принятию христианства и даже брать в крепостные мусульман.
Поскольку само сообщество поволжских немцев создавалось как результат нескольких групп и волн переселенцев, которые представляли собой различные социальные группы людей, из разных стран и регионов, пришедших в Россию по различным причинам, то говорить о каком-либо однообразии в религиозной жизни немцев Поволжья не представляется возможным. Основные группы колонистов, пришедшие в Россию как результат приглашения на жительство Екатериной II, были лютеранами и католиками римского обряда. Так, в Саратове — самом центре будущей территории проживания Поволжских немцев — три четверти проживавших там немцев на конец XVIII века (но уже после разграбления города Пугачёвскими повстанцами в 1774 году, из поселенцев в живых осталось только 20 человек) были протестантами и лишь одна четверть — католиками.

### XIX век
В XIX веке ситуация с католическим сообществом немцев Поволжья представляла собой достаточно сложную картину. В момент появления колонистов-католиков в России, на её территории не было ни одного католического епископа, а правительство империи предполагало на 6 тысяч представителей католического исповедания, находившихся в 40 различных колониях Поволжья, ограничиться только одним патером. После осознания властями региона факта невозможности духовного окормления всех католиков только одним патером, правительство дало разрешение на прибытие дополнительного количества священнослужителей, но со строгими ограничениями в функциях и в количестве. Так, первоначальным непосредственным начальником над католическими церквами католиков-поселенцев являлся приор, назначаемый из местных патеров юстиц-коллегией. С учреждением Белорусской епархии из поволжских колоний был образован самостоятельный капитул во главе с патером префектусом, заменённым в начале XIX века иезуитами титулом патер сеньор.
Впоследствии, после учреждения Тираспольской епархии, в ведение которой теперь переходили колонии, во главе их встал «декан римско-католических церквей Саратовской, Самарской и Астраханской губерний». После значительного увеличения количества приходов и их размера, поволжские колонии были разделены на несколько деканств: Саратовское, Каменское, Екатеринштадское и Ровенское. В целом положение католической церкви в России определялось «Положением для духовного и церковного правительства римско-католического закона» от 13 ноября 1804 года.
Протестантские вероисповедания также находились в ведении юстиц-коллегии. Приставленные ею к колониям пасторы зачастую не отличались ни знаниями, ни безупречной нравственностью. В российском законодательстве не было специальных установлений, касающихся устройства протестантских вероисповеданий, поэтому долгое время пользовались шведскими законами и порядками, действовавшими на территории Лифляндии. В конце XVIII века первым патером был избран Иоганн Жанет.
Многочисленные жалобы верующих на непорядки в управлении лютеранской церкви вынудили власти изменить всю систему управления. В 1810 году был создан особый орган — Главное управление духовных дел иностранных вероисповеданий. По указу Александра I 20 июля 1819 года в евангелическо-лютеранской церкви был введён сан епископа с теми же полномочиями, что в Швеции, Дании, Пруссии: епископ управляет всеми протестантскими церквами и их духовенством. Кроме того, в Петербурге создавалась евангелическо-лютеранская Генеральная консистория, к которой и должны были отойти все функции юстиц-коллегии, она была создана монаршим указом от 25 октября 1819 года в Саратове; полное название организации было таково: евангелическо-лютеранская консистория для управления и надзора за протестантскими общинами; в её функции входило руководство общинами Саратовской, Астраханской, Воронежской,Тамбовской, Рязанской, Пензенской, Симбирской, Казанской, Оренбургской губерний, епископом же и суперинтендантом Саратовским был назначен доктор богословия Игнатий Аурелий Фесслер.
В 1832 году российский император Николай I официально занял пост суперинтендента лютеранской церкви на территории Российской империи. Он рассматривал и утверждал не только общие организационные вопросы, но и такие проблемы, как внесение изменений в порядок богослужения, снятие сана с пастора и даже вопросы веры.

### XX век
После того, как после разгрома коммунистами крестьянских восстаний 1920—1921 гг. на христианских священнослужителей обрушились жестокие репрессии со стороны официальных властей, а также последовавшие за этим массовые реквизиции церковных ценностей в 1921—1922 гг., церковь была вынуждена занять нейтральную позицию в отношении коммунистического режима и не вмешиваться в политическую жизнь области. Согласно тексту одного из секретных донесений ГПУ,
жизнь лютеранского и католического духовенства по области за пределы служения своему религиозному культу и стремлений к улучшению материального своего положения не выходят.
Атеистическая пропаганда, активно проводившаяся партийными и комсомольскими организациями среди немцев Поволжья, успехов практически не имела. Наоборот, результатом всех перенесённых населением страданий стало усиление религиозности сообщества. Причём, эта религиозность развивалась не в направлении традиционных для поволжских немцев религий, лютеранства и католицизма, а в направлении сектантства внутри самих существующих течений («поющие братья», «танцующие братья» и др.).

## АССР Немцев Поволжья

### Создание

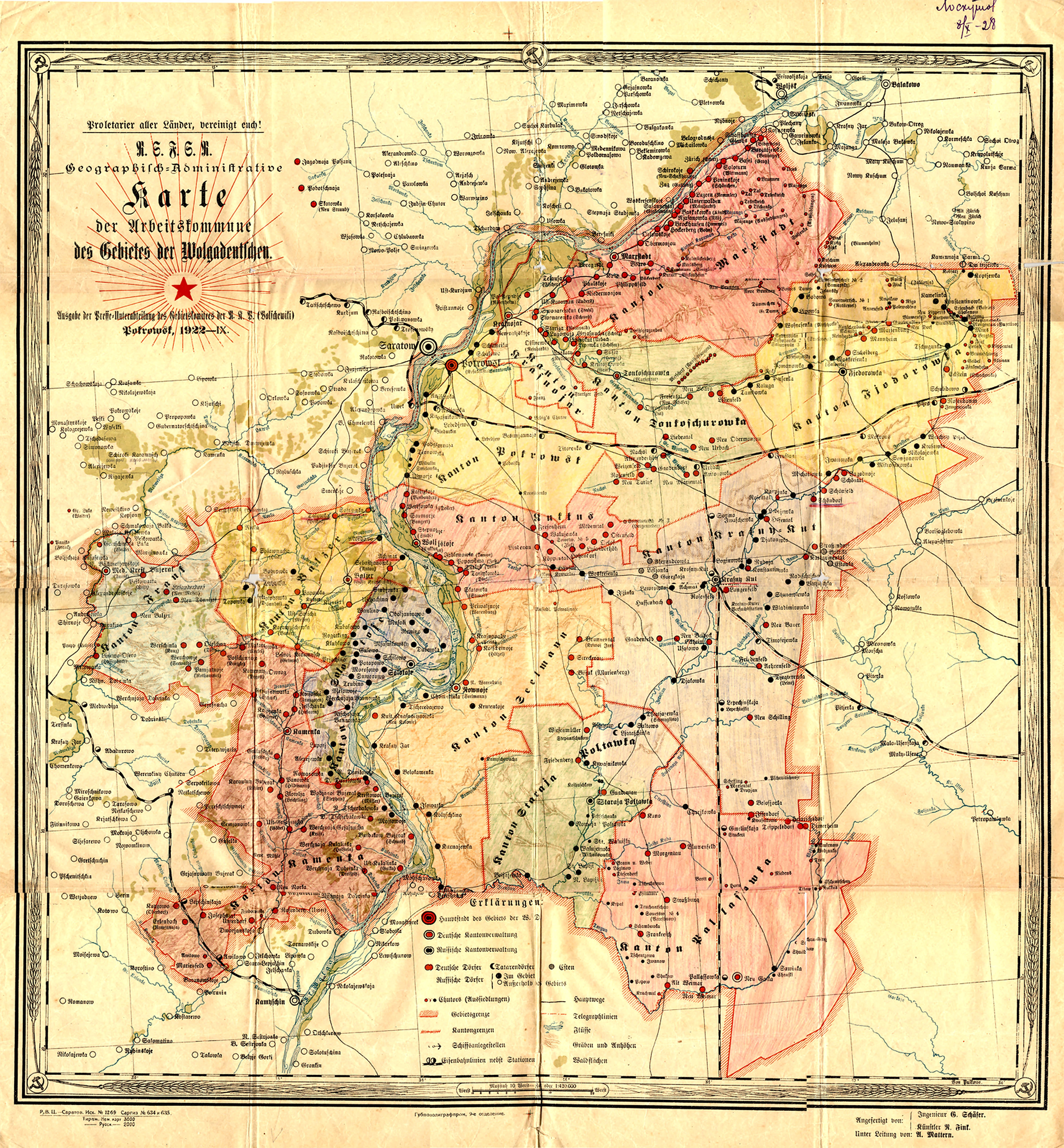
Карта АССР Немцев Поволжья 1922 года

19 октября 1918 года декретом СНК РСФСР из части территорий Саратовской и Самарской губерний была образована 1-я в РСФСР автономная область — автономная область немцев Поволжья (использовалось также название трудовая коммуна немцев Поволжья) с административным центром в городе Саратове (с 19 октября 1918 года по май 1919 года), затем административным центром стал город Марксштадт (до мая 1919 г. носивший название Екатериненштадт, с 16 мая 1942 г. — город Маркс).
24 июля 1922 года административный центр автономной области был перенесён в присоединённый к автономии 22 июня город Покровск (в 1931 году переименован в город Энгельс).

### Существование

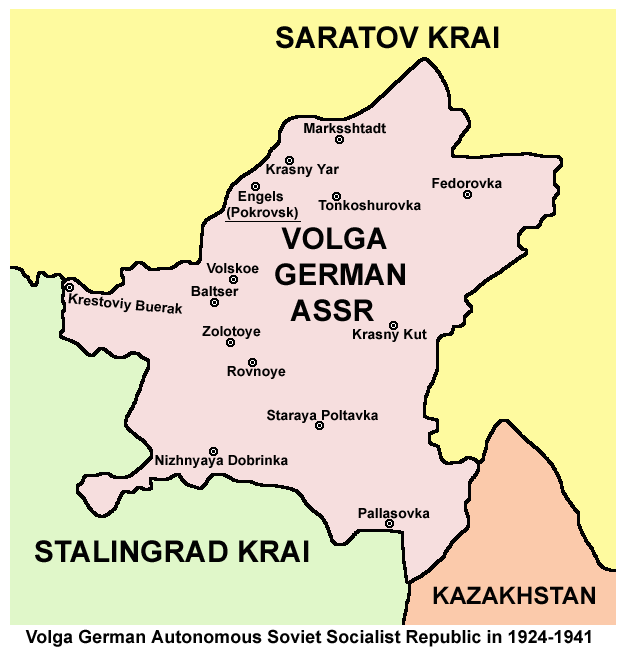

Коллективизация в немецкой деревне имела печальные последствия. Согласно оценкам историков, были уничтожены тысячи самых продуктивных крестьянских хозяйств, при этом их владельцы расстреляны, арестованы, посажены в тюрьмы, высланы, или, в лучшем случае, стали государственными батраками в «кулацких» спецпосёлках. Только что созданные слабые колхозы, особенно в первые годы, не в состоянии были восполнить потери сельскохозяйственного производства, тем более, что государство не давало им возможности окрепнуть, превратив в удобный для себя инструмент по изыманию продовольствия из деревни.
Резко ухудшили и без того напряжённую продовольственную ситуацию в регионах проживания немцев колоссальные масштабы заготовок. Государство не учитывало изменившуюся в деревне обстановку и не уменьшало норм заготовок хлеба и других продуктов. Всё меньше продовольствия оставалось для самих крестьян. Над немецкими сёлами нависла угроза голода, самые бедные хозяйства уже голодали или уходили просить милостыню.
Внутри колхозных хозяйств был хаос. Сами колхозники были лишены возможности решать свои проблемы, им надлежало только точно исполнять предписания, поступавшие сверху. Свободный крестьянский труд превратился в трудовую повинность наёмников. Всё это усугублялось постоянными злоупотреблениями на местах, вопиющим насилием и беззаконием.

#### Голод 1931—1933 годов

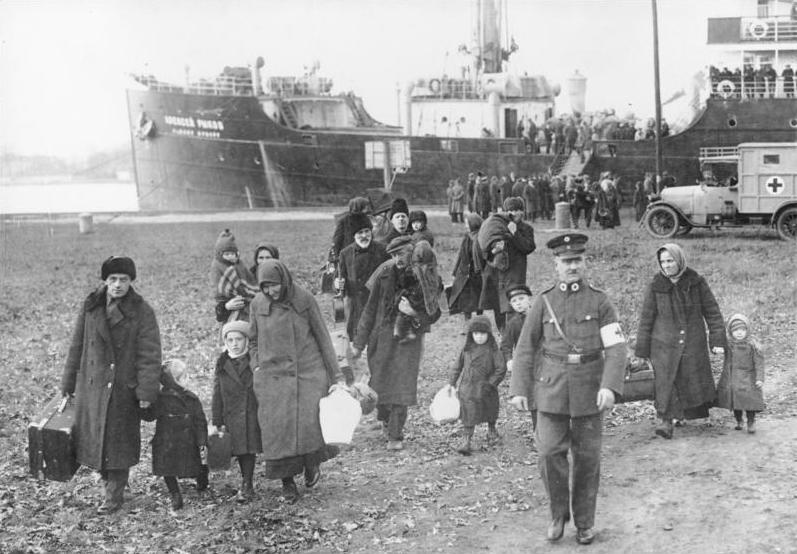
Поволжские немцы уезжают в Германию под опекой работников Красного Креста. 2 декабря 1929 года, Свинемюнде.

В течение зимы 1931—1932 годов многие сёла Покровского, Фёдоровского, Марксштадтского, Краснокутского и ряда других кантонов охватил голод из-за того, что практически весь урожай был сдан государству. Органы ГПУ АССР НП докладывали в обком об имевшихся в этих сёлах фактах опухания от голода, истощения, поедания отбросов, трупов умерших больных животных. В свою очередь, обком ВКП(б) Республики немцев Поволжья докладывал в Москву о том, что
в настоящее время по республике почти во всех кантонах создаётся нежелательное политическое настроение на почве продовольственных затруднений, которые к настоящему моменту стоят более остро, чем когда-либо.
В связи с голодом в некоторых сёлах происходили выступления крестьян, носившие разноплановый характер. Жители некоторых сёл выходили с транспарантами примерного содержания «Приветствуем Советскую власть, просим не отказать голодному населению хлебом», другие колхозники нападали на обозы с продовольствием; имели место взлом амбаров и самовольный вынос хлеба. Также массово и повсеместно практиковался невыход на работу как способ протеста. Во многих сёлах Немреспублики в тот период тайными осведомителями ОГПУ фиксировались «антисоветские повстанческие разговоры».

К лету 1932 года голод уже явно ощущался в городах и большинстве сёл Немреспублики. Спасаясь от голода, люди вынуждены были растаскивать ещё не созревший на полях хлеб. Из-за характерности процесса для всего СССР, 7 августа 1932 г. правительством был издан специальный закон об охране общественной собственности, предусматривавший наказания до расстрела даже за мелкие хищения зерна, получивший в народе название «закон о пяти колосках». На основании этого закона, согласно архивным документам, в Республике немцев Поволжья с 7 августа по 1 декабря было осуждено 474 человека, из них к расстрелу — 32, к 10 годам лишения свободы — 325. Значительное число осуждённых составляли женщины, похищавшие на полях зерно, чтобы накормить своих голодных детей.
Осенью 1932 года основная масса хлеба в очередной раз была вывезена из Немреспублики по хлебозаготовкам, колхозникам же практически ничего не досталось. Второй секретарь обкома ВКП(б) АССР НП А. Павлов, осенью 1932 года выступая на пленуме обкома партии, откровенно говорил:
Распределение доходов в колхозах было таково, что колхозникам мы не выдавали на руки хлеба, а засчитывали его в общественное питание, и, по существу, засчитывался хлеб тот, который был уже съеден в колхозе…
Это признание наглядно подтверждает тот факт, что в зиму 1932—1933 годов крестьянство СССР само осталось без средств существования, то есть сознательно обрекалось на голодную смерть.
Смертность от голода носила ярко выраженный политический характер. Прежде всего, вымирали намеренно оставленные без средств к существованию единоличники, семьи репрессированных, то есть «враги советской власти». Однако факт смертности лояльных режиму «ударников труда» свидетельствует, что голод разросся до таких размеров, когда руководство на всех уровнях утратило контроль над ситуацией. Посылки от высланных ранее в Казахстан и Сибирь родственников-«кулаков» с продуктами и денежными переводами не доходили до адресатов вследствие недопущения ОГПУ помощи от «классово враждебных элементов». В наступившем 1933 году участились случаи попыток взятия на абордаж вагонов с зерном голодными женщинами и детьми; как правило, данные прецеденты жестоко подавлялись нарядами милиции и отрядами ОГПУ. Однако же, в самый разгар голода 1933 года Республика немцев Поволжья должна была выполнять план экспортных поставок. В тот год из республики было вывезено на экспорт несколько тысяч тонн зерна, 29,6 т. бекона, 40,2 т. сливочного масла, 2,7 вагона битой птицы, 71 т. чёрной смородины и др.
Одним из путей спасения от голода стало массовое бегство крестьян со своих насиженных мест, из колхозов в города и на стройки. Бегство крестьян из села началось в 1930 году, и в последующие годы быстро усиливалось, достигнув в 1933 году числа свыше 100 тысяч человек.
Статистические данные свидетельствуют о постепенном нарастании смертности в немецких сёлах, начиная с 1930 г. Пиком массового голода стали зима и весна 1933 г.
| Годы           | 1925-28 (ср) | 1929  | 1930  | 1931  | 1932  | 1933  |
| -------------- | ------------ | ----- | ----- | ----- | ----- | ----- |
| Кол-во умерших | 12365        | 14606 | 16777 | 14055 | 20152 | 50139 |

Из приведённых данных достаточно наглядно видно, что по мере завершения НЭПа и развёртывания коллективизации, вызвавшей серьёзные общественные потрясения, начался неуклонный рост смертности населения, достигший своего пика в 1933 году. Достаточно часто имели место случаи каннибализма, убийств собственных младенцев с целью каннибализма и т. д.

С сентября 1933 г. колхозам, завершившим выполнение плана хлебосдачи (значительно уменьшенного по сравнению с 1932 г.) по всем видам заданий, создавшим семенные, страховые и фуражные фонды, разрешили распределить оставшееся зерно между колхозниками. При этом предписывалось выполнять 
указание товарища Сталина сделать колхозы большевистскими, а колхозников зажиточными
а распределение доходов между колхозниками сопровождать 
массовыми торжествами
Осенью 1933 года Республика немцев Поволжья и немецкие районы в других регионах страны как никогда рано завершили выполнение государственного плана по новой системе хлебозаготовок; партийным органам было предписано обязательно обеспечить крестьянские семьи хлебом и фуражом. При этом категорически запрещалась самодеятельность местных властей по созданию дополнительных фондов и принятию встречных повышенных планов хлебозаготовок. В ноябре — декабре 1933 г. партийно-советское руководство страны оказало целому ряду кантонов АССР НП помощь фуражом для подкормки ослабленной скотины, что в некоторой мере способствовало сохранению скота в зимние месяцы 1933—1934 гг.
Все отмеченные выше меры привели к постепенному преодолению негативных последствий голода в местах проживания немцев. Так, согласно архивным данным, в Республике немцев Поволжья число умерших в ноябре 1933 года уменьшилось до показателей, существовавших в благополучные годы, хотя ещё в октябре того же года смертность по республике превышала этот показатель почти в 1,5 раза. Однако всё это сопровождалось падением уровня потребления; недоедание среди немецкого населения СССР имело место ещё целый ряд лет.

#### Репрессии 1930-х гг.
По мере обострения отношений между СССР и Германией ухудшалось и отношение к советским немцам. В 1935—1936 годах более двухсот тысяч немцев было выселено из приграничной зоны на Украине в Казахстан. В 1937—1938 годах НКВД была проведена так называемая «немецкая операция». Согласно приказу народного комиссара внутренних дел СССР № 00439 от 25 июля 1937 года, все немцы, работавшие на предприятиях оборонной промышленности (или имеющих оборонные цеха) должны были быть арестованы. С 30 июля начались аресты и увольнения, а с осени 1937 началась массовая операция. С наибольшей силой она затронула приграничные зоны и окружение столичных городов; сама АССР пострадала непропорционально слабо. Согласно директиве наркома обороны СССР 200ш, все немцы, в числе представителей всех национальностей, не входящих в состав Советского Союза, были уволены из армии (часть впоследствии восстановлена). В конце 1930-х гг. за пределами АССР НП были закрыты все национально-территориальные образования — немецкие национальные сельсоветы и районы, а школы с преподаванием на родном немецком языке переведены на русский.

### Депортация немцев Поволжья
25 августа 1941 года нарком НКВД СССР Л. П. Берия направил в ЦК ВКП(б) проект постановления СНК СССР и ЦК ВКП(б) о порядке переселения из Республики Немцев Поволжья, Саратовской и Сталинградской областей.
После издания Указа Президиума Верховного Совета СССР «О переселении немцев, проживающих в районах Поволжья» от 28 августа 1941 года была ликвидирована Автономная Республика немцев Поволжья и произведена тотальная депортация немцев из АССР. Для этой цели заранее (по воспоминаниям жителей АССР НП, ещё 26 августа) на территорию АССР НП были введены войска НКВД. Немцам было отдано распоряжение в течение 24 часов подготовиться к переселению и с ограниченным количеством своего имущества прибыть в пункты сбора. Немецкие жители республики были вывезены в отдалённые районы Сибири, Казахстана и Средней Азии. Согласно этому указу в сентябре-октябре 1941 г. было депортировано 446 480 советских немцев (по другим данным 438 280). В сентябре 1941 года многие военнообязанные лица немецкой национальности были отправлены с фронта в тыловые части. В последующие месяцы депортация коснулась почти всего немецкого населения, проживающего на территории Европейской России и Закавказья, не занятых вермахтом. Переселение немцев производилось постепенно и завершилось к маю 1942 года. Всего в годы войны было переселено до 950 тыс. немцев.
367 000 немцев было депортировано на восток (на сборы отводилось два дня): в республику Коми, на Урал, в Казахстан, Сибирь и на Алтай.

### Попытка создания автономии в 1979 году
В июне 1979 года возникло предложение о создании новой Автономной немецкой Республики в Казахстане, со столицей в городе Ерментау. Целью данного предложения властям было поднятие вопроса о текущих условиях существования поволжских немцев. На тот момент, в Казахстане проживало примерно 936 тысяч этнических немцев, и они были третьей по величине этнической группой в республике после казахов и русских. 16 июня 1979 года в Целинограде на улицы вышла демонстрация протеста против данного предложения. Как результат данных протестов, боясь негативной реакции этнического большинства республики, а также опасаясь создания прецедента (также на тот момент существовала возможность возникновения таких же тенденций в среде уйгуров), ЦК КПСС отклонил предложение о создании автономии немцев Поволжья в Казахстане.

## Современная ситуация

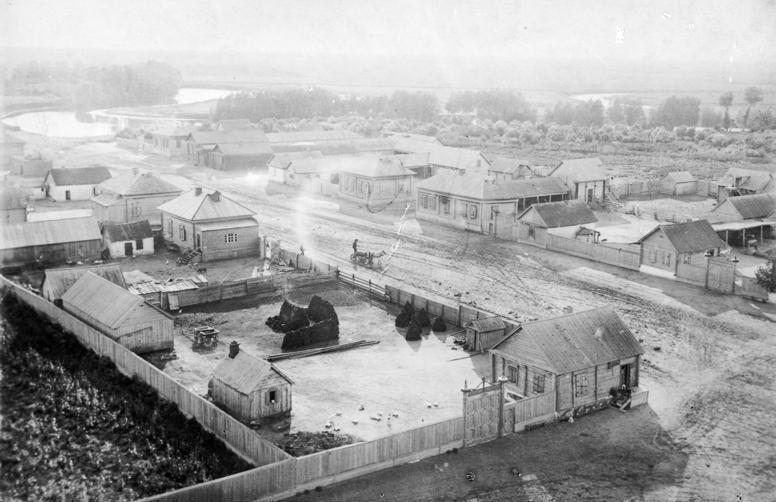
Штреккерау, 1920 год (сегодня — село Новокаменка, Ровенский район, Саратовская область)

Поволжские немцы не сумели возвратиться в регион Поволжья в том количестве, в каком их забрала оттуда советская власть. Им не было позволено селиться там в течение десятилетий. После войны многие поволжские немцы остались жить в том регионе, куда их распределило НКВД в момент депортации — Урал, Сибирь, Казахстан (178 400 человек на 2009 год — 1,07 % от всего населения современного Казахстана — самоопределяются как немцы), Кыргызстан и Узбекистан (примерно 16 тысяч — 0,064 % от населения страны). После длительного периода гонений, немцы восстановили свою жизнь в местах нового проживания, их количество там возрастало естественным образом, и им удалось сохранить свою уникальную культурную аутентичность и культурные традиции. В течение десятилетий после войны некоторые из них поднимали вопрос относительно переселения обратно, туда, где ранее существовала Автономия немцев Поволжья. Однако на местах бывшего проживания сами переселенцы встречали жёсткий отпор со стороны населения, вселённого в их старые дома тем же сталинским режимом и занимавшего их родные земли.

### Распад СССР и миграция
С конца 1980-х годов и падения коммунистического режима в СССР, некоторые этнические немцы в малом количестве (относительно всего населения города) вернулись в город Энгельс, но значительно большее их число эмигрировало в Германию. Уезжавшее большинство пользовалось немецким законом о возвращении — законодательным документом, дающим возможность получения немедленного гражданства Германии тем, кто бы сумел доказать свой статус беженца или репатрианта с немецкими национальными корнями или же является потомком такового гражданина какой-либо страны. Данное переселение происходило невзирая на тот факт, что многие поволжские немцы к тому времени уже очень плохо говорили по-немецки или совсем не владели языком.
В октябре 1991 года состоялся ранее неоднократно перенесённый властями I Съезд немцев СССР, на который возлагались надежды о разрешении вопроса переселения немцев обратно в Поволжье, а также о компенсациях переселенцам, пострадавшим в ходе депортации, однако фактически у делегатов съезда не было никаких возможностей решить возникшие проблемы. Символичным «итогом» форума стало подписание в ноябре того же года между Колем и Ельциным формального заявления о взаимной поддержке расселённых по Советскому Союзу немцев и непрепятствии им в выезде из страны. Сам Ельцин на съезде не присутствовал.
С момента получения независимости прибалтийскими государствами многие этнические российские немцы начали возвращаться для постоянного проживания в Калининградскую область (бывшую часть Восточной Пруссии); таковой процесс получил особенно широкое распространение среди поволжских немцев из сибирских частей России и из Казахстана. Данное движение только возросло после того, как Германия приостановила широкую практику предоставления права свободного возвращения и получения гражданства лицам немецкой национальности из стран бывшего Советского Союза. На момент всероссийской переписи 2002 года на территории Калининградской области проживало 8 340 немцев, что представляет собой 0,87 % всего населения области.
К концу 1990-х годов Германия усложнила процесс предоставления гражданства потомкам этнических немцев, особенно тем из них, кто не говорит на поволжском диалекте немецкого языка. Определённое количество немецких семей, иммигрировавших в Германию ранее, переехало в ряд других мест, как, например, в канадскую провинцию Манитоба (город Штайнбах), где в настоящий момент образован крупнейший в мире ареал проживания этнических немцев-меннонитов.
По переписи населения СССР 1989 года в СССР проживало 2 038 603 немцев, в том числе — 842 295 человек в РСФСР и 957 518 в Казахской ССР.
Согласно Всероссийской переписи населения 2002 года, в России проживало 597 212 немцев.
По Всероссийской переписи населения 2010 года, в России проживало 394 138 немцев и четыре немца-меннонита.
По Всероссийской переписи населения 2021, в России проживало 195 256 немцев.

## Обычаи
К примечательным обычаям поволжских немцев относится т. н. «венчание покойников» (нем. Totenhochzeit). Особенность этого погребального обряда заключалась в том, что умершие младенцы и девушки считались будущими ангелами, «невестами Господа», поэтому их хоронили в свадебных нарядах. Подобные церемонии считались торжественными и лишёнными траурного антуража. Мертвецов хоронили разутыми и порицалось открытое выражение скорби.
Помимо общехристианских праздников поволжские немцы, как и прочие немцы, отмечали в октябре Праздник урожая. На Пасху, считалось, детям приносит сладости пасхальный заяц.
Рождество праздновали более религиозные люди. В доме украшали ёлку и проводили богослужения, где кроме чтения Библии и проповеди в этот вечер (24 декабря) читали стихи в виде вопросов и ответов связанных с Рождеством Христовым. Детям дарили сладости и фрукты за прочтение стишка.

## Кухня поволжских немцев
К числу особенностей кухни поволжских немцев называют куриный суп с лапшой, клёцки, шницель, картофельное пюре, колбасы. Из десертов популярен штрудель или сладкие гренки с кофе (или его имитацией). По праздникам часто готовили гуся с тушенной капустой.

## Одежда поволжских немцев
Традиционной женской одеждой поволжских немцев была белая рубаха, синяя юбка, передник-фартук, шнурованный лиф-корсаж и чепец. Мужская одежда состояла из белой рубахи с отложным воротником, жилета, узких брюк по колено, куртки (синий полукафтан) и башмаков с пряжкой (или сапогов). На голове — чёрная широкополая шляпа или картуз.

## Фильмография
- Беженцы (нем. Flüchtlinge) — немецкий пропагандистский фильм 1933 года